# Почви в България
Почвите в България са черноземни; сиви, кафяви и канелени горски; смолници; псевдоподзолисти и други.
Съдържанието на хумус в българските почви е както следва: